# 캉탱 드 라 투르
모리스 캉탱 드 라 투르(Maurice-Quentin de La Tour)는 1704년 9월 5일 생캉탱에서 태어나 1788년 2월 17일 같은 도시에서 사망한 프랑스의 파스텔 초상화가이다.

## 작품과 사후 평가

퐁파두르 후작부인의 초상화 (1748-55), 파리, 루브르 박물관.

모리스 캉탱 드 라 투르의 화풍은 쉽게 구분 가능하다. 보통 큰 크기로, 주제는 밝은 부분 아래에 잘 놓여있으며, 추한 이들은 항상 희미하게 그려지며, 항상 입술 끝쪽은 미소짓는 듯이 올라가있다. 인물의 시선은 항상 순수하며, 명암과 색조로 혈색을 완벽히 표현한다. 캉탱 드 라 투르의 기술은 시대에 따라 늘어났다 줄었다 변화한다.
캉탱 드 라 투르의 수법 중 가장 중요한 요소로는 주제의 가치를 가장 잘 들어내는 조명과 색배합을 찾고자 파스텔 크로키를 재빠르게, 보통 여러장 그리는 초상화 준비 과정을 들 수 있다. 퐁파두르 부인 초상화를 위해 그린 여러 습작들이 그 예시를 보여준다. 그의 습작은 보통 한 장씩만 보존되었다.

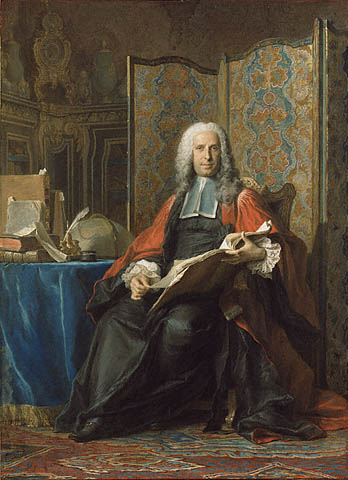
가브리엘 베르나르 드 리외 (1741년 살롱) 로스 앤젤레스, 게티 센터
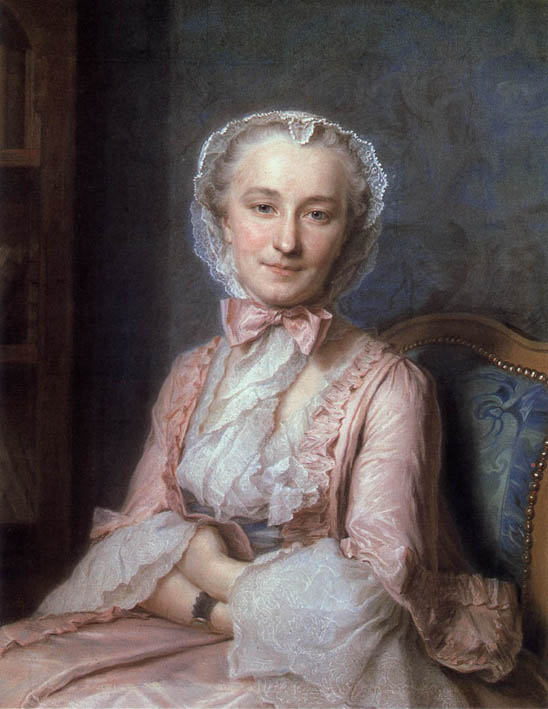
마드무아젤 살레 (1741) 리스본, 칼로스트-굴벵키앙 미술관
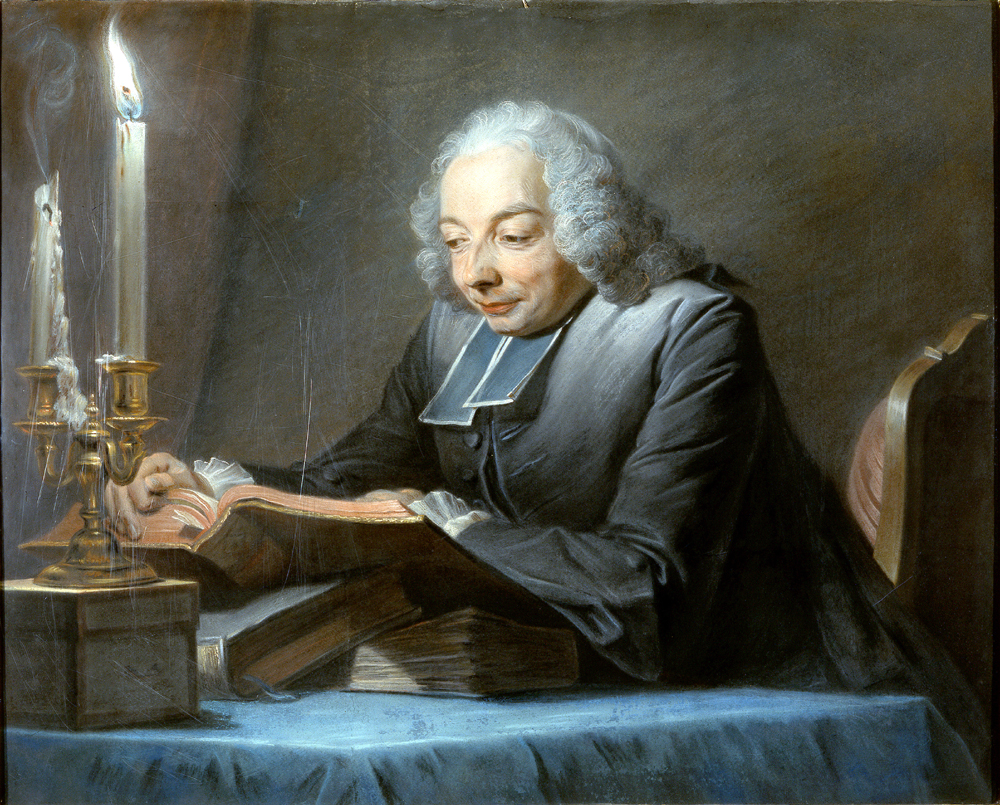
사제 장자크 위베르 (1742) 생캉탱, 앙투안-레퀴예 미술관
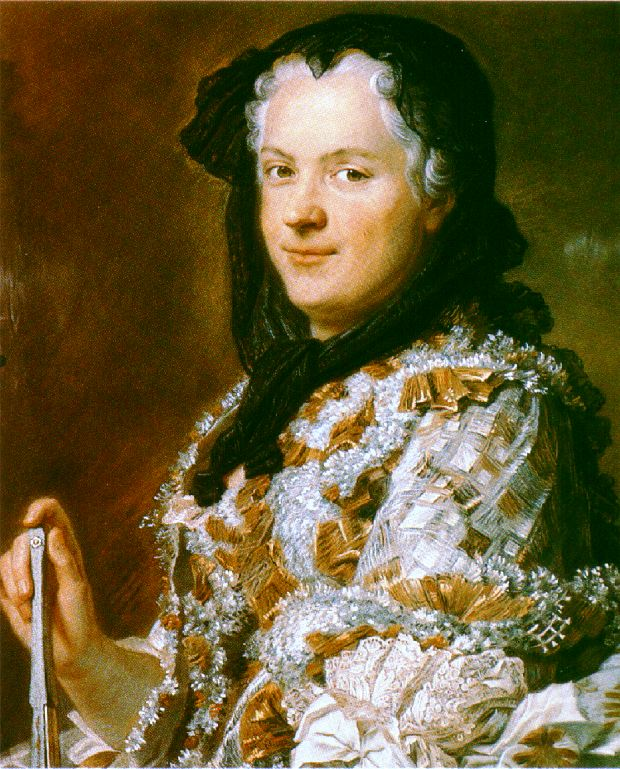
마리 레슈친스카, 프랑스 왕비 (1748년 살롱) 파리, 루브르 박물관
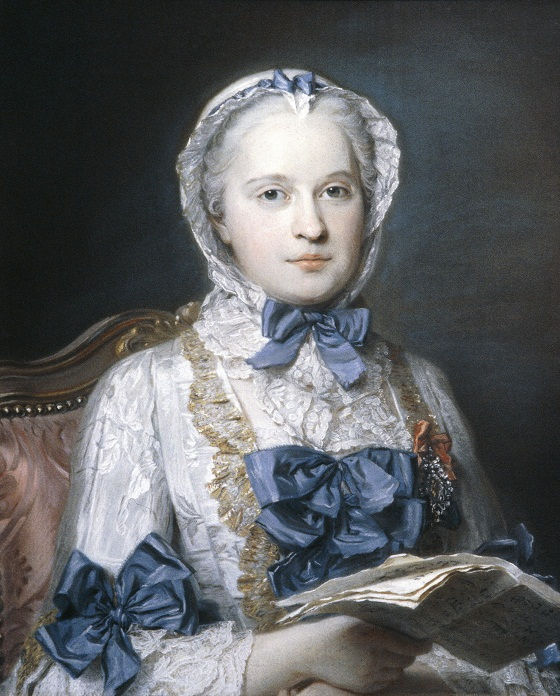
마리조제프 드 삭스 (1749) 드레스덴, 알터 마이스터 미술관
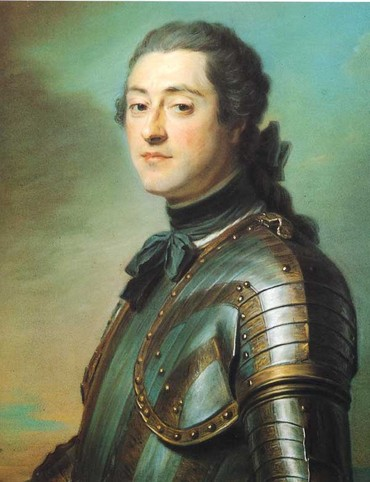
부아예 다르장송 후작 (v. 1753) 생캉탱, 앙투안레퀴예 미술관
장자크 루소 (1753년 살롱에서 전시) 생캉탱, 앙투안 레퀴예 미술관
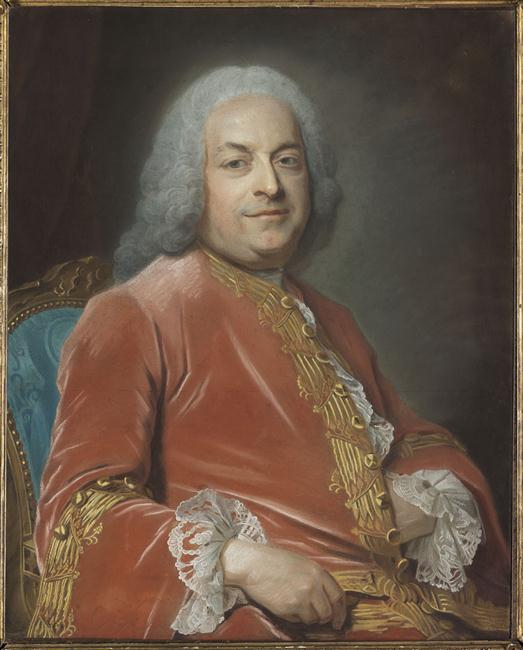
앙투안 가스파르 그리모 드 라 레니예르 (1751) 생캉탱, 앙투안 레퀴예 미술관
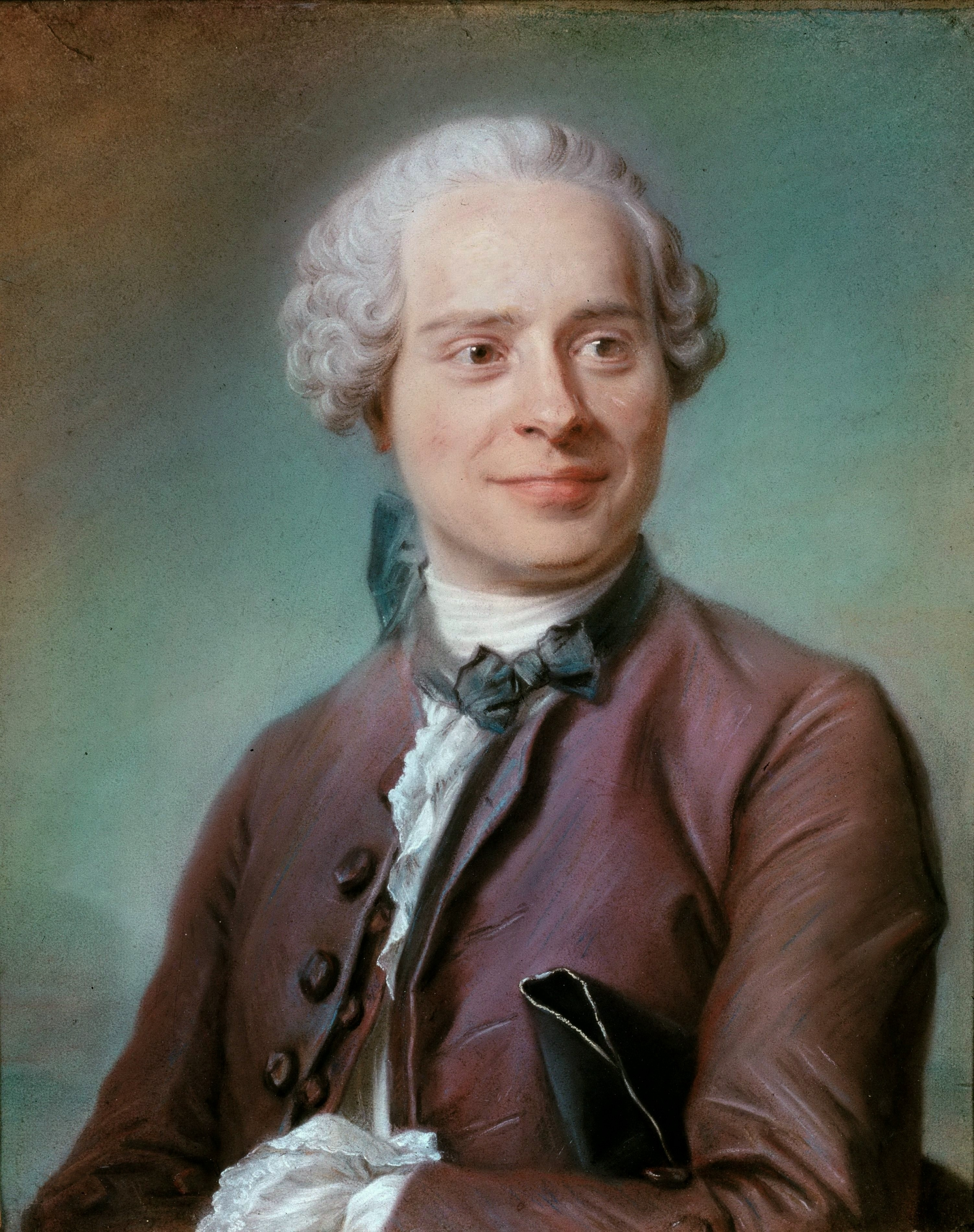
장 르 롱 달랑베르 (1753) 파리, 루브르 박물관
마리 펠 (1757) 생캉탱, 앙투안레퀴예 미술관
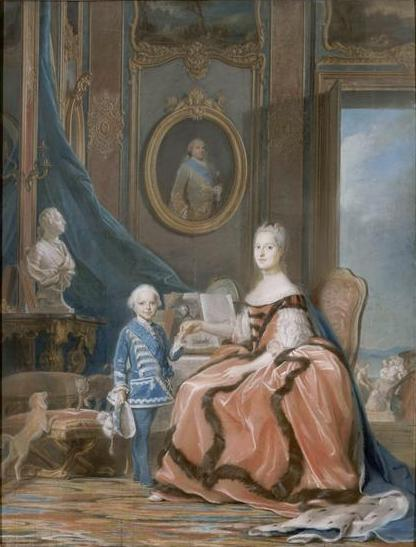
마담 라 도핀과 부르고뉴 공작 (1761) 생 캉탱, 앙투안 레퀴예 미술관
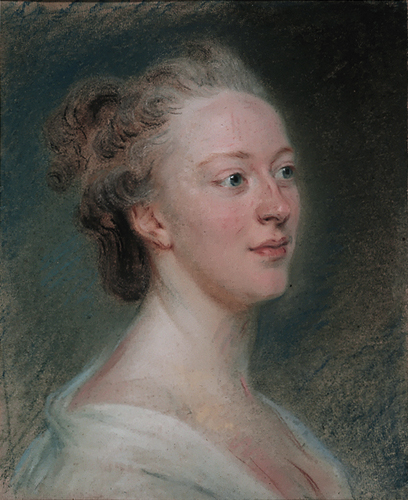
이자벨 드 샤리에르 (1766) 제네바, 예술 역사 박물관